# Deccani (race ovine)
Pour les articles homonymes, voir Deccani.
Le Deccani est une race de mouton domestique originaire d'Inde, principalement élevée pour sa viande.

## Origine et distribution
La race est présente dans le sud de la péninsule indienne, dans trois états. On la trouve dans les régions semi-arides du plateau du Deccan : au centre du Maharashtra, au nord-est du Karnataka et dans la partie occidentale de l'Andhra Pradesh. Elle est l'une des races les plus présentes de la région.
Elle tient son nom du vaste plateau du Deccan. Elle est localement appelée Nalla gorre.

## Description
C'est un mouton portant une laine grossière, de couleur sombre noire ou brune, unie ou pie. Des individus blancs, tachetés de brun, peuvent également être présents. Le bélier porte en général des cornes. Il pèse en moyenne 38,48 kg (±1,06) pour une hauteur de 67,44 cm (±0,71) au garrot. La brebis, plus petite, pèse moins de 30 kg. Les oreilles sont longues (plus de 16 cm) et pendantes, et la queue est courte. La laine est absente sous le ventre et sur les pattes. Son apparence est très proche de la Bellary, une autre race présente dans le Karnataka.

## Élevage et production
Le Deccani est élevé pour sa viande. C'est une race endurante, capable de se déplacer sur de longues distances. La brebis met bas un seul agneau. Il pèse environ 2,9 kg à la naissance et à 6 mois, il atteint les 20-21 kg. Seules 2,3 % des brebis mettent bas des jumeaux. La race a un taux de prolificité bas à 1,04. 
Bien que la production de laine ne soit pas son utilisation première, chaque individu porte une toison de 2,73 kg de laine en moyenne. 

## Croisements et autres variétés
Le Deccani est souvent de race pure. Des croisements ont été réalisés très localement avec des Mérinos et des Corriedales pour améliorer la production de laine mais aussi de viande.
Un programme d'élevage a été mis en place au début des années 2000 pour améliorer la race en la croisant avec la Garole, une race originaire du Bengale occidental connue pour sa prolificité en plus d'être résistante aux parasites et à diverses maladies,.
On trouve plusieurs écotypes de Deccani. Son nom change selon la localisation : Lonand (ou Lonad), Sangamneri (à Ahmedhagar), Solhapuri (ou Solapuri), Madgyal et Kolhapuri,,.
La Dhormendi est une variété plus grande et noire présente dans le sud du Maharashtra.

## État de la population
En 1972, la population s’élevait à 5,1 millions de têtes. En 2013, sa population reste très importante. Elle est évaluée entre 3,7 et 6,2 millions de têtes.
En 2005, la Deccani et la Marwari (race du nord-ouest de l'Inde) sont les principales races contribuant à la production de viande du pays. En 2007, la FAO classe la race au statut « non menacé ».

#### Articles
- (en) N. Venkata Raju, P.K. Pankaj, D.B.V. Ramana et V. Kavitha, « Intensification in Deccani sheep: haematological and biochemical influences », European Journal of Molecular Biology and Biochemistry,‎ octobre 2015, p. 251-256 (ISSN 2348-2206, lire en ligne [PDF])
- (en) C. Nimbkar, P. M. Ghalsasi, A. A. Swan, S. W. Walkden-Brown et L. P. Kahn, « Evaluation of growth rates and resistance to nematodes of Deccani and Bannur lambs and their crosses with Garole », Animal Science, vol. 76, no 3,‎ juin 2003, p. 503 - 515 (DOI 10.1017/S1357729800058720, lire en ligne)
- (en) D Anil Pavan Kumar, M Gnana Prakash, B Ramesh Gupta, T Raghunandan et A Sarat Chandra, « Reproductive performance in Deccani sheep », The Pharma Innovation Journal,‎ 2017 (ISSN 2277-7695, lire en ligne)